# 217년

## 연호
- 후한(後漢) 건안(建安) 22년

## 기년
- 후한(後漢) 헌제(獻帝) 29년
- 신라(新羅) 내해 이사금(奈解泥師今) 22년
- 고구려(高句麗) 산상왕(山上王) 21년
- 백제(百濟) 구수왕(仇首王) 4년

## 사건
로마 제22대 황제 마크리누스 제위

## 탄생
조위와 서진의 명신 가충

## 사망
- 4월 8일 - 로마 제국 21대 황제 카라칼라

• 노숙